# Jeremy Christie
Jeremy Christie (* 22. Mai 1983 in Whangārei) ist ein ehemaliger neuseeländischer Fußballspieler. Der Mittelfeldspieler spielte für die neuseeländische Nationalmannschaft.

## Vereinskarriere
Christie wurde 2000 gemeinsam mit seinem Landsmann David Mulligan vom englischen Klub FC Barnsley verpflichtet und gab am 16. Januar 2002 im FA Cup sein Pflichtspieldebüt für den Klub. Nach einem weiteren Einsatz in der Liga kehrte Christie nach Neuseeland zurück und spielte bis 2004 mit den Football Kingz in der australischen National Soccer League. Nach der Einstellung der NSL im Jahre 2004 spielte er bei Onehunga Sports und anschließend für Waitakere United, ehe er 2005 zu den Kingz, die mittlerweile in New Zealand Knights umbenannt wurden, zurückkehrte und in der neu gegründeten Profiliga A-League spielte. Nach einer desaströsen Saison (6 Punkte aus 21 Spielen) wechselte Christie zum Ligakonkurrenten Perth Glory. Erneut ein Jahr später schloss er sich dem neu entstandenen A-League-Klub Wellington Phoenix an. Nachdem sein Vertrag 2009 ausgelaufen war, erhielt er kein neues Angebot von Phoenix.
Im Anschluss absolvierte er um den Jahreswechsel 2009/2010 sechs Ligaspielen für Waitakere United, bevor er in die USA zum neu gegründeten Team Tampa Bay Rowdies wechselte, das seinen Spielbetrieb in der USSF D2 Pro League hat.

## Nationalmannschaft
Christie spielte für die U17, U20 und U23-Auswahl des neuseeländischen Verbandes. Mit der U17 nahm er 1999 als Mannschaftskapitän an der U17-Weltmeisterschaft im eigenen Land teil.
2005 debütierte er gegen Australien in der neuseeländischen A-Nationalmannschaft. 2009 nahm er mit der neuseeländischen Auswahl am Konföderationen-Pokal in Südafrika teil. Ein Jahr später auch bei der Fußball-Weltmeisterschaft 2010, welche ebenfalls in Südafrika stattfand. Im ersten Gruppenspiel, beim 1:1 gegen die Slowakei wurde er in der 78. Minute für Ivan Vicelich eingewechselt. Im zweiten Gruppenspiel, beim 1:1 gegen Italien, wurde er ebenfalls eingewechselt: In der 81. Minute kam er abermals für Ivan Vicelich in die Partie. Im dritten und letzten Gruppenspiel, beim 0:0 gegen Paraguay, kam er nicht zum Einsatz. Am Ende schied er mit Neuseeland mit drei Punkten und ohne Niederlage nach der Gruppenphase aus.